# Copa do Mundo de Ginástica Rítmica
A Copa do Mundo de Ginástica Rítmica é uma série de competições de ginástica rítmica sancionada pela Federação Internacional de Ginástica. É um dos poucos torneios de ginástica rítmica oficialmente organizados pela FIG, assim como o Campeonato Mundial (incluindo o Campeonato Mundial Juvenil), as competições de ginástica nos Jogos Olímpicos e nas Olimpíadas da Juventude, e os eventos de ginástica rítmica nos Jogos Mundiais. A série da Copa do Mundo não deve ser confundida com a série do Grand Prix de Ginástica Rítmica, que não é oficialmente organizada e nem promovida pela FIG.

## História
Em 1983, a FIG decidiu realizar um evento da Copa do Mundo de ginástica rítmica. O evento foi realizado como alternativa ao Campeonato Mundial, torneio realizado, na época, a cada quatro anos. A Copa do Mundo teve como objetivo reunir ginastas de elite em todas as competições e em finais de aparelhos. Os torneios autônomos da Copa do Mundo foram realizados em 1983, 1986 e 1990 e foram retroativamente chamados de Finais da Copa do Mundo pela Federação Internacional de Ginástica.
Inspirando-se na série do Grand Prix estabelecida em 1994, o Comitê Executivo da FIG tomou a decisão de reviver a Copa do Mundo em 1999 como uma série de torneios que serviram como fases de qualificação, ao longo de dois anos, para um evento de Final da Copa do Mundo. As diferentes etapas, às vezes chamadas de eliminatórias da Copa do Mundo, serviam principalmente para atribuir pontos a ginastas individuais e grupos de acordo com sua colocação. Esses pontos seriam somados após um período de dois anos para qualificar um número limitado de atletas para a final bienal da Copa do Mundo.
Cinco eventos finais da Copa do Mundo foram realizados em anos pares de 2000 a 2008. Por exemplo, o torneio da Final da Copa do Mundo em 2000 serviu como o último estágio de uma série de competições ao longo da temporada 1999-2000. Na Final da Copa do Mundo, medalhas de ouro, prata e bronze foram concedidas a atletas individuais (em quatro aparelhos diferentes) e grupos (em duas rotinas diferentes) após uma fase de qualificação e uma apresentação final. O formato da Final da Copa do Mundo foi mantido até 2008; a Federação Internacional de Ginástica decidiu não sediar um único evento independente da Final da Copa do Mundo após a Final da Copa do Mundo de 2008.
Desde 2009, a Copa do Mundo é organizada por meio de uma série de eventos realizados anualmente, ao contrário do formato bienal adotado de 1999 a 2008, ou do formato de evento autônomo adotado de 1983 a 1990.

## Formato atual
O formato atual da Copa do Mundo divide o torneio em uma série de eventos realizados anualmente. Em cada uma das etapas, as três primeiras ginastas ou grupos de cada aparelho, bem como na competição geral, recebem medalhas e prêmios em dinheiro. As etapas costumam atrair as melhores ginastas rítmicas do mundo, com um número considerável de medalhistas nos Jogos Olímpicos e nos Campeonatos Mundiais competindo em cada evento. A FIG também pode permitir que as federações organizem eventos paralelos às séries da Copa do Mundo, como torneios juvenis. Esses torneios, no entanto, não são competições oficiais da FIG e não são considerados parte da série da Copa do Mundo.
Após cada etapa, as ginastas recebem pontos de acordo com sua colocação (não apenas nas posições de medalhas) no geral e em cada um dos quatro aparelhos. Os grupos também recebem pontos de acordo com a colocação na competição geral e cada uma das duas rotinas. Após o último evento da série da Copa do Mundo, os 3 ou 4 melhores resultados nas fases da Copa do Mundo contam para uma lista de classificação. O mesmo é válido para a série World Challenge Cup. A ginasta individual (ou grupo) com maior número de pontos em cada aparelho (ou cada rotina) é então declarada a vencedora da série da Copa do Mundo. Uma classificação separada também define os vencedores em cada aparelho (ou cada rotina) da série World Challenge Cup. Os vencedores recebem uma taça no final da série.

## Eventos

### Final da Copa do Mundo
Houve oito Finais de Copa do Mundo de Ginástica Rítmica realizadas entre 1983 e 2008. Nas três primeiras ocasiões, 1983, 1986 e 1990, a Copa do Mundo foi realizada como um evento independente. De 1999 a 2008, cada Final da Copa do Mundo foi realizada em um ano par após uma longa série de dois anos que serviu como estágios de qualificação para o evento final. A primeira final da Copa do Mundo usando este formato, formalmente considerada a Quarta Final da Copa do Mundo, foi realizada em 2000, após a série 1999-2000; a última Final da Copa do Mundo ocorreu em 2008, no final da série 2007-08. Finais de Copa do Mundo não são mais realizadas para nenhuma das disciplinas da FIG.
| Ano  | Evento                    | Formato              | Local     | Ref.         |
| ---- | ------------------------- | -------------------- | --------- | ------------ |
| 1983 | 1ª Final da Copa do Mundo | Individuais e grupos | Belgrade  | [ 2 ] [ 8 ]  |
| 1986 | 2v Final da Copa do Mundo | Individuais e grupos | Tóquio    | [ 2 ] [ 9 ]  |
| 1990 | 3ª Final da Copa do Mundo | Individuais e grupos | Bruxelas  | [ 2 ]        |
| 2000 | 4ª Final da Copa do Mundo | Individuais          | Glasgow   | [ 2 ]        |
| 2002 | 5ª Final da Copa do Mundo | Individuais          | Stuttgart | [ 2 ]        |
| 2004 | 6ª Final da Copa do Mundo | Individuais e grupos | Moscou    | [ 2 ]        |
| 2006 | 7ª Final da Copa do Mundo | Individuais e grupos | Mie       | [ 2 ]        |
| 2008 | 8ª Final da Copa do Mundo | Individuais e grupos | Benidorm  | [ 2 ] [ 10 ] |

## Quadro geral de medalhas
| Ordem | País            | Medalha de ouro | Medalha de prata | Medalha de bronze | Total |
| ----- | --------------- | --------------- | ---------------- | ----------------- | ----- |
| 1     | Rússia          | 18              | 9                | 7                 | 34    |
| 2     | Bulgária        | 14              | 17               | 7                 | 38    |
| 3     | União Soviética | 9               | 9                | 6                 | 24    |
| 4     | Ucrânia         | 4               | 5                | 10                | 19    |
| 5     | Bielorrússia    | 3               | 2                | 4                 | 9     |
| 6     | Espanha         | 0               | 2                | 3                 | 5     |
| 7     | Polónia         | 0               | 2                | 0                 | 2     |
| 7     | Cazaquistão     | 0               | 2                | 0                 | 2     |
| 9     | Finlândia       | 0               | 0                | 2                 | 2     |
| 10    | Azerbaijão      | 0               | 0                | 1                 | 1     |
| 10    | Canadá          | 0               | 0                | 1                 | 1     |
| 10    | Itália          | 0               | 0                | 1                 | 1     |
| 10    | Roménia         | 0               | 0                | 1                 | 1     |
| 10    | Coreia do Norte | 0               | 0                | 1                 | 1     |
| TOTAL | TOTAL           | 48              | 48               | 44                | 140   |